# Carl-Henning Pedersen
Carl-Henning Pedersen, född 23 september 1913 i Köpenhamn, död 20 februari 2007 i Köpenhamn, var en dansk målare och grafiker samt en framstående medlem av COBRA-rörelsen.

## Biografi
Pedersen växte upp i det fattiga området nära Vigerslev Alle och hade radikala politiska åsikter. Han gick i Internationella folkhögskolan i Helsingör 1933, där han träffade den självlärda målaren Else Alfelt. De gifte sig 1934 och deras första dotter, Vibeke Alfelt, föddes senare samma år. 
Alfelt uppmuntrade Pedersen att måla, och han ställde ut första gången på Kunstnernes Efterårsudstilling i Köpenhamn 1936, där han visade fyra abstrakta verk. Hans modernistiska stil stod i strid med den socialistiska realismen som föredrogs av hans kommunistiska vänner, som tråkade honom, men han argumenterade med Bertolt Brecht för sin konst. Hans abstrakta verk, med platta plan av färg, som efterliknade verk av kubister och av Paul Klee.
Pedersen tog sig till Paris 1939, där han såg verk av Picasso och Matisse. Han besökte utställningen av "degenererad konst " (Entartete Kunst) i Frankfurt am Main på väg hem, där han inspirerades av målningarna på utställningen, särskilt verk av Chagall, som fick ett starkt inflytande på hans konst för resten av hans liv. Han gick med i Høst- gruppen under den nazistiska ockupationen av Danmark, och skrev om medeltida danska väggmålningar för sin journal, Helhesten, och fortsatte upproriskt att producera moderna abstrakta verk.
Pedersen och hans hustru var med bland de grundande medlemmarna av COBRA-rörelsen år 1948. Rörelsen tog sitt namn från de europeiska städer där grundarna levde: Köpenhamn, Bryssel och Amsterdam. De var båda kvar tills gruppen upplöstes 1951, producerar fri form, spontana bilder i starka, fantastiska färger. En retrospektiv gjordes på vid Carnegie Institute i Pittsburgh 1961, och han var Danmarks representant på Venedigbiennalen 1962.

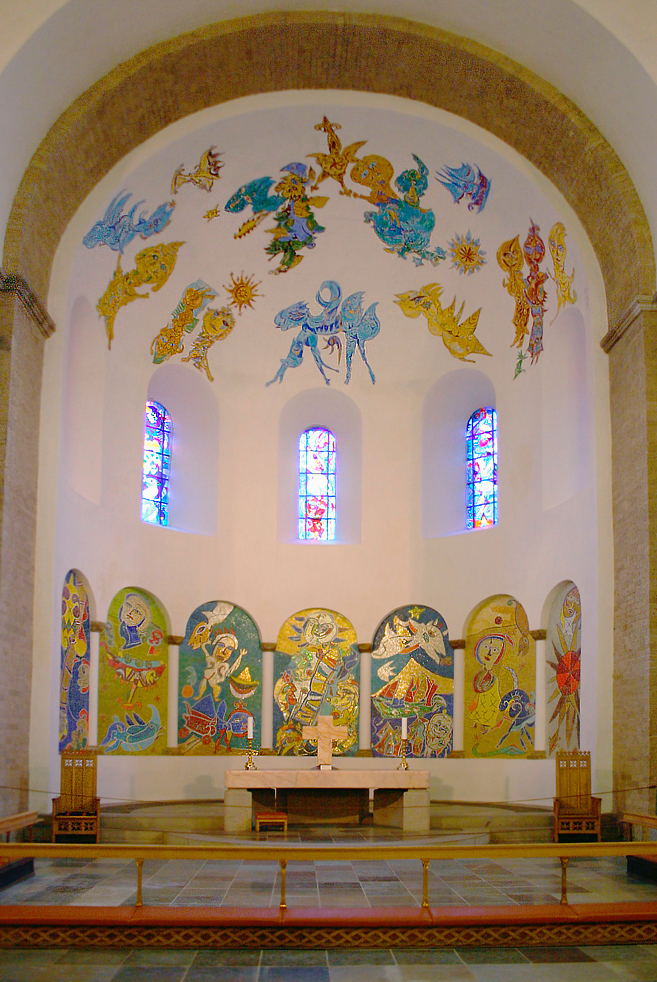
Absiden i Ribe domkyrka är dekorerad av Carl-Henning Pedersen

Pedersen rörde sig mot den monumentala konsten under 1960- och 1970-talen, och producerade bl.a. en stor mosaik, "Cosmic Sea", för HC Ørsted Institutet vid Köpenhamns universitet, och en enorm kaklad väggdekoration, "Fantasy Play Around Wheel of Life", för Angligården i Herning.
Efter Else Alfelts död 1974 skänkte Pedersen tusentals av deras verk till Carl-Henning Pedersen og Else Alfelt-museum, som öppnade i Herning 1976. Ytterligare verk donerade han till Statens Museum for Kunst i början av 2007.
Han flyttade till Bourgogne på 1980-talet, men de flesta av hans verk kom fortfarande från danska källor. Han överraskade många när han arbetade på renoveringen av den gotiska katedralen i Ribe 1983-87, med muralmålningar, målade glas och mosaiker för att illustrera Bibelns berättelser. Han producerade också bronsskulpturer, och arbetade i olja och akvarell. Pedersen är representerad vid bland annat Göteborgs konstmuseum.

## Hedersbetygelser
Pedersen tilldelades
- Eckersbergmedaljen, 1950,
- Guggenheim Award, 1958,.
- Thorvaldsenmedaljen, 1963,
- Prins Eugen-medaljen, 1980.